# Faro de n'Ensiola
El faro de n'Ensiola es un faro situado en el suroeste de la isla de Cabrera, en el parque nacional marítimo-terrestre del Archipiélago de Cabrera, en las Islas Baleares, España. Está gestionado por la autoridad de las Islas Baleares.

## Historia
El proyecto original, de agosto de 1861, era un faro de 2º orden con un gran edificio circular de unos 25 m de diámetro y con la torre no en el centro, sino en la parte interna del arco de circunferencia orientado hacia el mar. Tenía 15 habitaciones y fue rechazado en Madrid por considerarlo con excesivas dependencias y lujo fuera de lugar para un edificio destinado a faro.
Aunque las obras del faro terminaron en 1868, el aparato óptico se instaló en 1870.
En septiembre de 1936 los torreros fueron secuestrados y trasladados a Menorca en un submarino republicano.